# Draft de dispersion ABA 1976

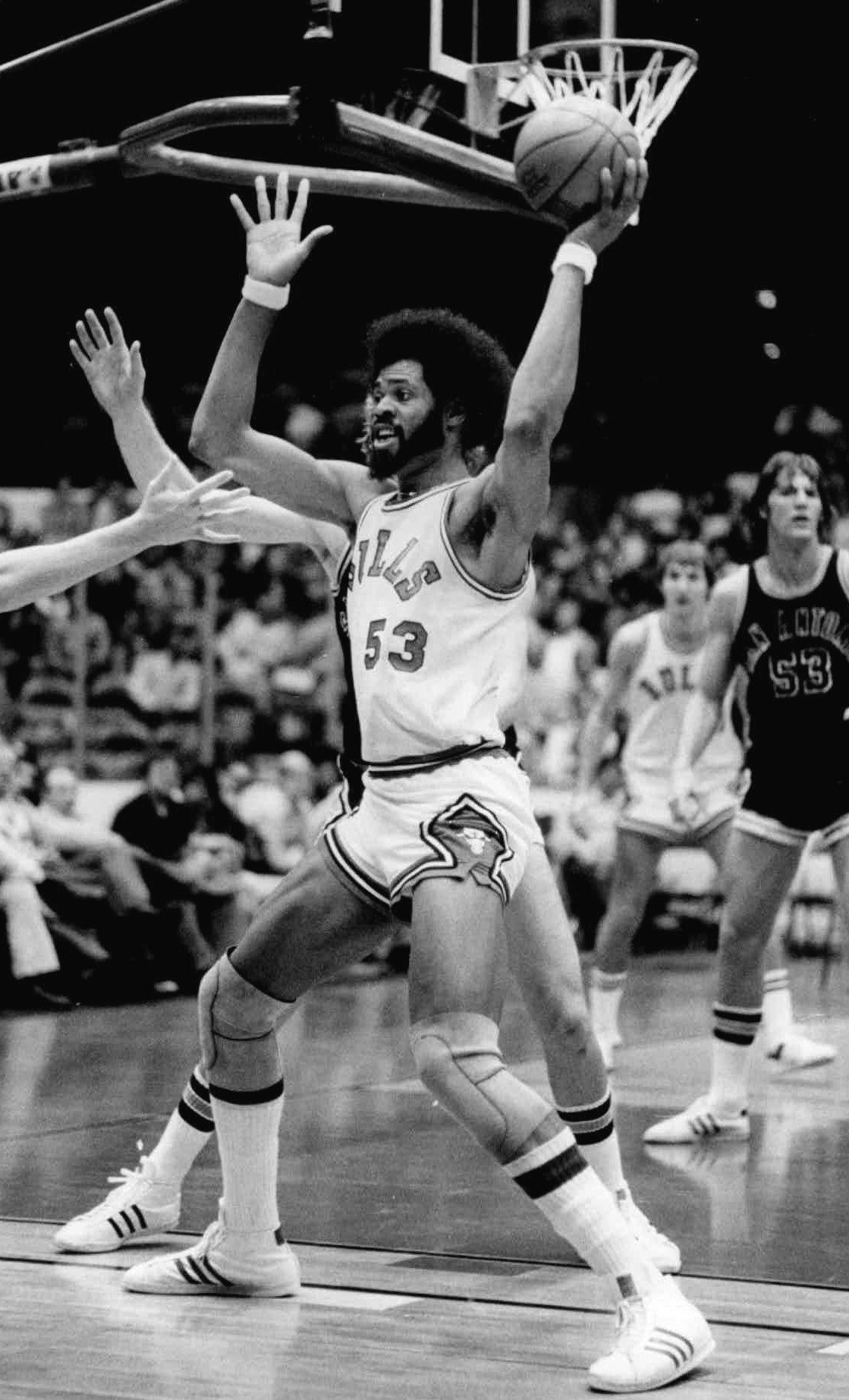
Artis Gilmore, 1er choix de la draft de dispersion 1976.

La draft de dispersion ABA 1976 s'est déroulée le 5 août 1976, à la suite de la fusion entre l'American Basketball Association (ABA) et la National Basketball Association (NBA). Elle a pour but de sélectionner des joueurs des Colonels du Kentucky et les Spirits of St. Louis, les deux franchises de l’American Basketball Association qui n’étaient pas incluses dans la fusion ABA-NBA.
Les 18 équipes de la NBA et les 4 équipes de l'ABA qui ont rejoint la NBA, les Nuggets de Denver, Pacers de l'Indiana, Nets de New York et Spurs de San Antonio, ont été autorisés à participer à cette draft. Les équipes choisissent dans l’ordre inverse de leur bilan global en NBA et ABA. L’équipe qui choisit un joueur, se doit de payer pour l'obtention des droits du joueur, qui ont été fixés par le comité de la ligue. L’argent de la draft a été utilisé pour aider les quatre équipes de l’ABA, qui ont fusionné avec la NBA, à rembourser certaines de leurs obligations envers les deux franchises de l’ABA rejetées, les Colonels et les Spirits. L’équipe qui sélectionne un joueur est ensuite obligée de lui offrir un contrat NBA. Les joueurs qui ne sont pas sélectionnés deviennent des agents libres.
20 joueurs des Colonels et des Spirits sont alors disponibles pour la draft. Onze joueurs ont été sélectionnés au premier tour et un douzième joueur a été sélectionné au second tour. Huit joueurs n’ont pas été sélectionnés et sont donc devenus agents libres. Les Bulls de Chicago ont utilisé le premier choix pour sélectionner Artis Gilmore avec un prix de signature de 1 100 000 $. Les Trail Blazers de Portland, qui a acquis le second choix des Hawks d'Atlanta, a sélectionné Maurice Lucas et Moses Malone, en cinquième choix, avec des prix de signatures de 300 000 $ et 350 000 $ respectivement. Marvin Barnes, qui a été sélectionné quatrième par les Pistons de Détroit, a été le deuxième joueur le plus cher lors de cette draft avec un prix de signature de 500 000 $. Plusieurs équipes ont choisi de ne pas sélectionner de joueurs lors du premier tour et seuls les Kings de Kansas City ont utilisé un choix au second tour. La draft s’est poursuivie jusqu’à un troisième tour, mais aucun autre joueur n’est sélectionné.

## Draft
| ^ | Signale un joueur qui a été intronisé au Basketball Hall of Fame                                                                |
| * | Signale un joueur qui a été sélectionné pour au moins un match annuel NBA All-Star Game et une récompense annuelle All-NBA Team |

| Choix | Nom                 | Position          | Nationalité | Équipe NBA                            | Équipe ABA           | Prix de signature | Réf.   |
| ----- | ------------------- | ----------------- | ----------- | ------------------------------------- | -------------------- | ----------------- | ------ |
| 1     | Artis Gilmore^      | Pivot             | États-Unis  | Bulls de Chicago                      | Colonels du Kentucky | $1,100,000        | [ 2 ]  |
| 2     | Maurice Lucas*      | Ailier fort Pivot | États-Unis  | Trail Blazers de Portland (d'Atlanta) | Colonels du Kentucky | $300,000          | [ 3 ]  |
| 3     | Ron Boone           | Ailier Arrière    | États-Unis  | Kings de Kansas City                  | Spirits of St. Louis | $250,000          | [ 4 ]  |
| 4     | Marvin Barnes       | Ailier fort Pivot | États-Unis  | Pistons de Détroit                    | Spirits of St. Louis | $500,000          | [ 5 ]  |
| 5     | Moses Malone^       | Pivot             | États-Unis  | Trail Blazers de Portland             | Spirits of St. Louis | $350,000          | [ 6 ]  |
| 6     | Randy Denton        | Pivot             | États-Unis  | Knicks de New York                    | Spirits of St. Louis | $50,000           | [ 7 ]  |
| 7     | Bird Averitt        | Arrière           | États-Unis  | Braves de Buffalo (de Milwaukee)      | Colonels du Kentucky | $125,000          | [ 8 ]  |
| 8     | Wil Jones           | Ailier fort       | États-Unis  | Pacers de l'Indiana                   | Colonels du Kentucky | $50,000           | [ 9 ]  |
| 9     | Ron Thomas          | Ailier Arrière    | États-Unis  | Rockets de Houston                    | Colonels du Kentucky | $15,000           | [ 10 ] |
| 10    | Louie Dampier^      | Meneur            | États-Unis  | Spurs de San Antonio                  | Colonels du Kentucky | $20,000           | [ 11 ] |
| 11    | Jan van Breda Kolff | Ailier            | États-Unis  | Nets de New York                      | Colonels du Kentucky | $60,000           | [ 12 ] |
| 12    | Mike Barr           | Arrière           | États-Unis  | Kings de Kansas City                  | Spirits of St. Louis | $15,000           | [ 13 ] |